# هنري الثالث (ملك إنجلترا)
كان هنري الثالث، والذي عُرف أيضًا بهنري وينتشستر، ملك إنجلترا ولورد إيرلندا ودوق أكيتين منذ عام 1216 حتى وفاته عام 1272. تولى هنري، ابن الملك جون والملكة إيزابيلا من أنغوليم، العرش حين كان يبلغ من العمر 9 أعوام فقط في منتصف حرب البارونات الأولى. أعلن الكاردينال غوالا أن الحرب ضد البارونات المتمردين حرب صليبية دينية وهزمت قوات هنري، بقيادة ويليام مارشال، المتمردين في معارك لينكولن وسندويتش في عام 1217. وعد هنري بالالتزام بالميثاق العظيم لعام 1225، وهو نسخة لاحقة من الوثيقة العظمى، التي حدت من الصلاحيات الملكية وحمت حقوق البارونات الكبار. سيطر هوبير دي بورغ أولاً على الفترة الأولى من حكمه ومن ثم آلت السيطرة لبيتر دي روش الذين أعادا تأسيس السلطة الملكية بعد الحرب. في عام 1230، حاول الملك استعادة مقاطعات فرنسا التي كانت في وقت سابق ملكًا لوالده، إلى أن الغزو كان كارثة. اندلعت ثورة بقيادة ابن ويليام مارشال، ريتشارد مارشال، في عام 1232، انتهت بتسوية سلام تفاوضت عليها الكنيسة.
في أعقاب الثورة، حكم هنري إنجلترا شخصيًا، ولم يحكم من خلال وزراء كبار. وسافر بشكل أقل من الملوك السابقين، واستثمر بشكل مكثف في مجموعة من القصور والقلاع المفضلة لديه. تزوج إليانور من بروفينس، التي أنجب منها خمسة أولاد. كان هنري معروفًا بتقواه، وأقام الاحتفالات الدينية الفخمة وتبرع بشكل سخي للجمعيات الخيرية، وكان الملك مخلصًا على نحو خاص لشخص إدوارد المعترف الذي تبناه كقديس شفيع. وانتزع الملك مبالغ طائلة من اليهود في إنجلترا، الأمر الذي أفضى في آخرة المطاف إلى شل قدرتهم على القيام بالأعمال التجارية، ومع تشدد المواقف تجاه اليهود، طرح قانون اليهود في محاولة منه لتقسيم المجتمع. وفي محاولة جديدة لاستعادة أراضي أسرته في فرنسا، غزا بويتو في عام 1242، الأمر الذي انتهى بهزيمة كارثية في معركة تايلبورغ. في أعقاب ذلك، اعتمد هنري على الدبلوماسية وأقام تحالفًا مع فريدريك الثاني، الإمبراطور الروماني المقدس. قدم هنري الدعم لشقيقه ريتشارد من كورنوول في محاولة منه لأن يصبح ملكًا على الرومان في عام 1256، إلا أنه لم يتمكن من تنصيب ابنه إدموند كروتشباك على عرش مملكة صقلية، على الرغم من استثمار مبالغ كبيرة من المال. وكان يخطط للذهاب في حملة صليبية إلى الشرق، إلا أنه لم يتمكن من القيام بذلك مع اندلاع تمردات في غاسكوني.
بحلول عام 1258، تدهور شعبية حكم هنري بصورة متزايدة نتيجة فشل سياساته الخارجية مرتفعة التكلفة وسوء سمعة أخويه غير الشقيقين اللويزانيين، الذين كانت أصولهما تعود إلى مدينة بواتييه، وأيضًا دور الموظفين المحليين في جمع الضرائب والديون. استولى ائتلاف من باروناته، بعد دعم من إليانور في البداية، على السلطة في انقلاب وطردوا الأخوين البواتيين من إنجلترا وأجروا إصلاحات حكومية ملكية من خلال عملية سميت قوانين أوكسفورد. أقر هنري والحكومة البارونية اتفاقية سلام مع فرنسا في عام 1259، التي تخلى بموجبها هنري عن حقوقه في أراضيه الأخرى في فرنسا مقابل اعتراف الملك لويس التاسع به كحاكم شرعي لغاسكوني. انهار النظام الباروني إلا أن هنري لم يتمكن من إصلاح حكومة مستقرة واستمر عدم الاستقرار في جميع أنحاء إنجلترا.
في عام 1263، استولى سيمون دي مونتفورت، أحد أكثر البارونات تطرفًا، على السلطة مما أدى إلى حرب البارونات الثانية. أقنع هنري لويس بدعم قضيته وحشد جيشًا. وقعت معركة لويس في عام 1264، حيث هُزم هنري وأُخذ أسيرًا. هرب الابن الأكبر لهنري، إدوارد، من الأسر ليتمكن في السنة التالية من هزيمة دي مونتفورت في معركة إيفيشام وتحرير والده. في البداية سنّ هنري انتقامًا قاسيًا من المتمردين المتبقين، غير أن الكنيسة أقنعته بتهدئة سياساته من خلال إعلان كينيلوورث. كانت إعادة الإعمار بطيئة وكان على هنري الموافقة على تدابير مختلفة، بما في ذلك قمعًا أكبر لليهود للحفاظ على الدعم الباروني والشعبي. توفي هنري في عام 1272، تاركًا إدوارد كخلفٍ له. ودفن في دير ويستمنستر، الذي كان قد أعاد بناءه في النصف الثاني من فترة حكمه، ونقل إلى قبره الحالي في عام 1290. أُعلنت بعض معجزاته بعد وفاته، إلا أنه لم يُمنح قداسة.

## الخلفية والطفولة
ولد هنري في قلعة وينتشيستر في 1 أكتوبر من عام 1207. وكان الابن البكر للملك جون وإيزابيلا من أنغوليم. لا يُعرف سوى القليل عن نشأته. في البداية اعتنت به مرضعة تدعى إيلين في جنوب إنجلترا، بعيدًا عن بلاط جون المتجول، وربما كان له رابطة قوية مع أمه. كان لدى هنري أربعة أخوة وأخوات شرعيين يصغرونه سنًا، ريتشارد وجوان وإيزابيلا وإيليانور، والعديد من الأشقاء غير الشرعيين الذين كانوا يكبرونه سنًا. في عام 1212 عُهد تعليمه إلى بيتر دي روش، أسقف وينتشيستر، وتحت إشرافه تلقى هنري تدريبًا عسكريًا على يدي فيليب داوبيغني وتعلم ركوب الخيل ربما على يد رالف من ساينت سامسون.
لا يعرف سوى القليل عن مظهر هنري، فربما كان طوله يبلغ نحو 1.68 مترًا (5 أقدام، 7 بوصات) وتشير الروايات المسجلة بعد وفاته إلى أنه كان يتمتع ببنية جسمانية قوية وجفن متدل. أظهر هنري في نشأته شيئًا من المزاج العنيف، إلى أنه كان في الغالب، بحسب وصف المؤرخ ديفيد كاربنتر، « يتمتع بشخصية ودودة وهادئة وعطوفة». وكان صادقًا وغير متصنع وكان يعبر عن عواطفه بسهولة، وبسهولة أيضًا كان يجهش بالبكاء متأثرًا بالخطب الدينية. في بداية القرن الثالث عشر، شكلت مملكة إنجلترا جزءًا من تحالف الإمبراطورية الأنجوية التي امتدت في أنحاء أوروبا الغربية. سٌمي هنري على اسم جده، هنري الثاني، الذي كان قد بنى هذه الشبكة الضخمة من الأراضي التي تمتد من اسكتلندا وويلز مرورًا بإنجلترا وعبر القناة الإنجليزية إلى أقاليم النورماندي وبريتاني وماين وأنجو شمال غرب فرنسا، ووصولًا إلى غاسكوني وبويتو في جنوب غربها. لسنوات عديدة، كان التاج الفرنسي ضعيفًا نسبيًا، الأمر الذي أتاح لهنري الثاني في البداية ومن ثم لابنيه ريتشارد الأول وجون أن يسيطروا على فرنسا.
في عام 1204، فقد جون أقاليم النورماندي وبريتاني وماين وأنجو لمصلحة فيليب الثاني ملك فرنسا، تاركًا السلطة الإنجليزية تقتصر على غاسكوني وبويتو. رفع جون الضرائب لتمويل الحملات العسكرية التي كانت تهدف إلى استعادة أراضيه، إلا أن الاضطرابات برزت بين العديد من البارونات الإنجليز، فسعى جون إلى تحالفات جديدة من خلال إعلان إنجلترا إقطاعة بابوية، ومدينً بالولاء للبابا. في عام 1215، تفاوض جون والبارونات المتمردون على معاهدة سلام محتملة، سميت الوثيقة العظمى. كان من شأن هذه المعاهدة أن تحد من الانتهاكات المحتملة للسلطة الملكية وتسريح جيوش المتمردين وإقامة ترتيبات لتقاسم السلطة، إلا أن أيًا من الجانبين لم يمتثل إلى شروط المعاهدة من الناحية العملية. تنصل جون والبارونات المخلصون من الوثيقة العظمى واندلعت حرب البارونات الأولى، فحصل البارونات المتمردون على مساعدة من ابن فيليب، لويس الثامن ملك فرنسا المستقبلي، الذي طالب لنفسه بعرش إنجلترا. سرعان ما وصلت الحرب إلى طريق مسدود مع عدم تمكن أي طرف من تحقيق النصر. أصيب الملك بمرض وتوفي ليلة 18 أكتوبر، تاركًا هنري البالغ من العمر تسع سنوات وريثًا له.